# Нёйи-ан-Донжон
Нёйи́-ан-Донжо́н (фр. Neuilly-en-Donjon) — коммуна во Франции, находится в регионе Овернь. Департамент коммуны — Алье. Входит в состав кантона Ле-Донжон. Округ коммуны — Виши.
Код INSEE коммуны — 03196.

## Население
Население коммуны на 2008 год составляло 235 человек.
| 1962 | 1968 | 1975 | 1982 | 1990 | 1999 | 2008 |
| ---- | ---- | ---- | ---- | ---- | ---- | ---- |
| 484  | 486  | 398  | 363  | 309  | 228  | 235  |

## Экономика
В 2007 году среди 135 человек в трудоспособном возрасте (15—64 лет) 94 были экономически активными, 41 — неактивными (показатель активности — 69,6 %, в 1999 году было 60,7 %). Из 94 активных работали 83 человека (47 мужчин и 36 женщин), безработных было 11 (6 мужчин и 5 женщин). Среди 41 неактивных 4 человека были учениками или студентами, 25 — пенсионерами, 12 были неактивными по другим причинам.

## Фотогалерея

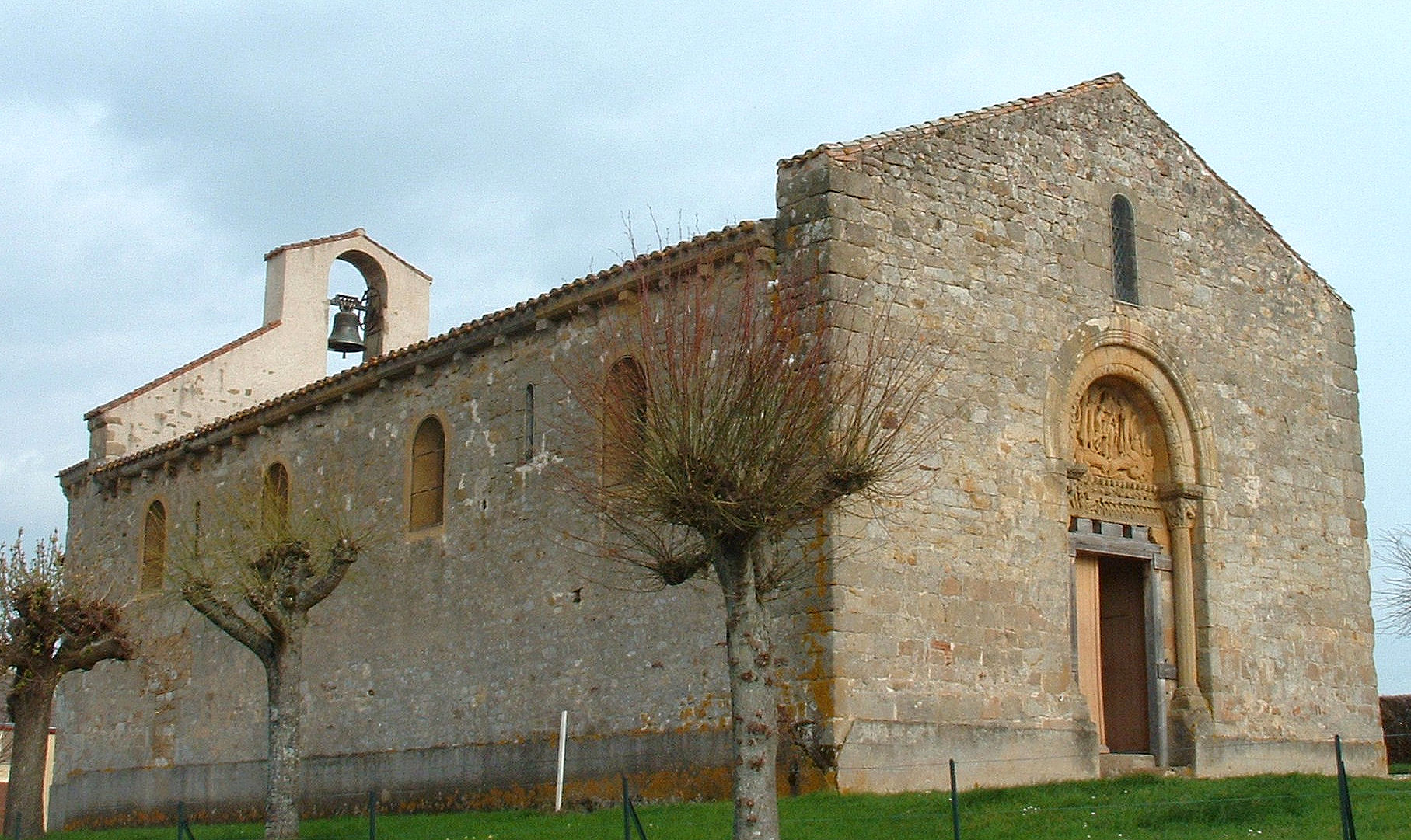
Церковь Сент-Мари-Маделен
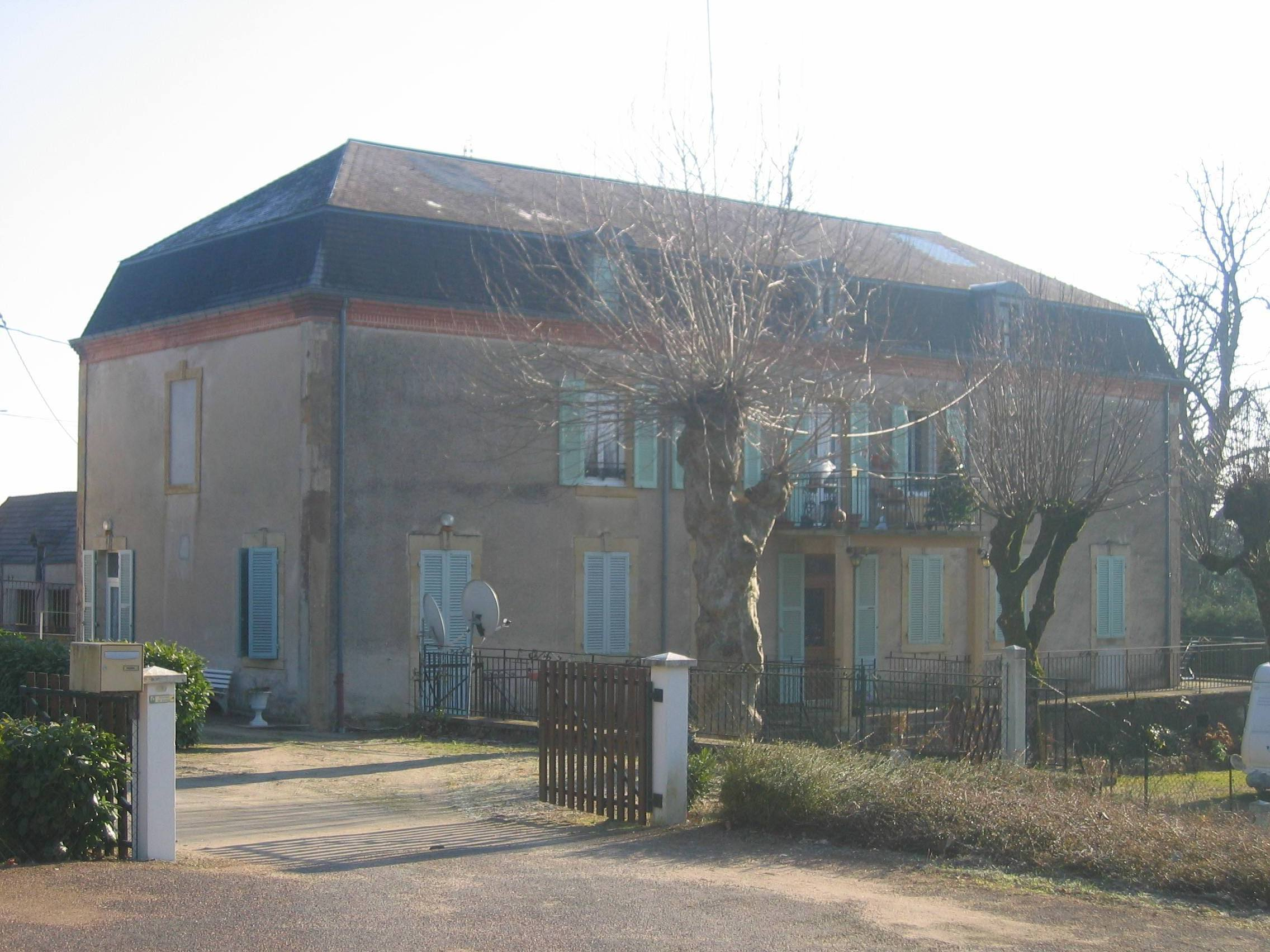
Шато Беко
Панорама Нёйи
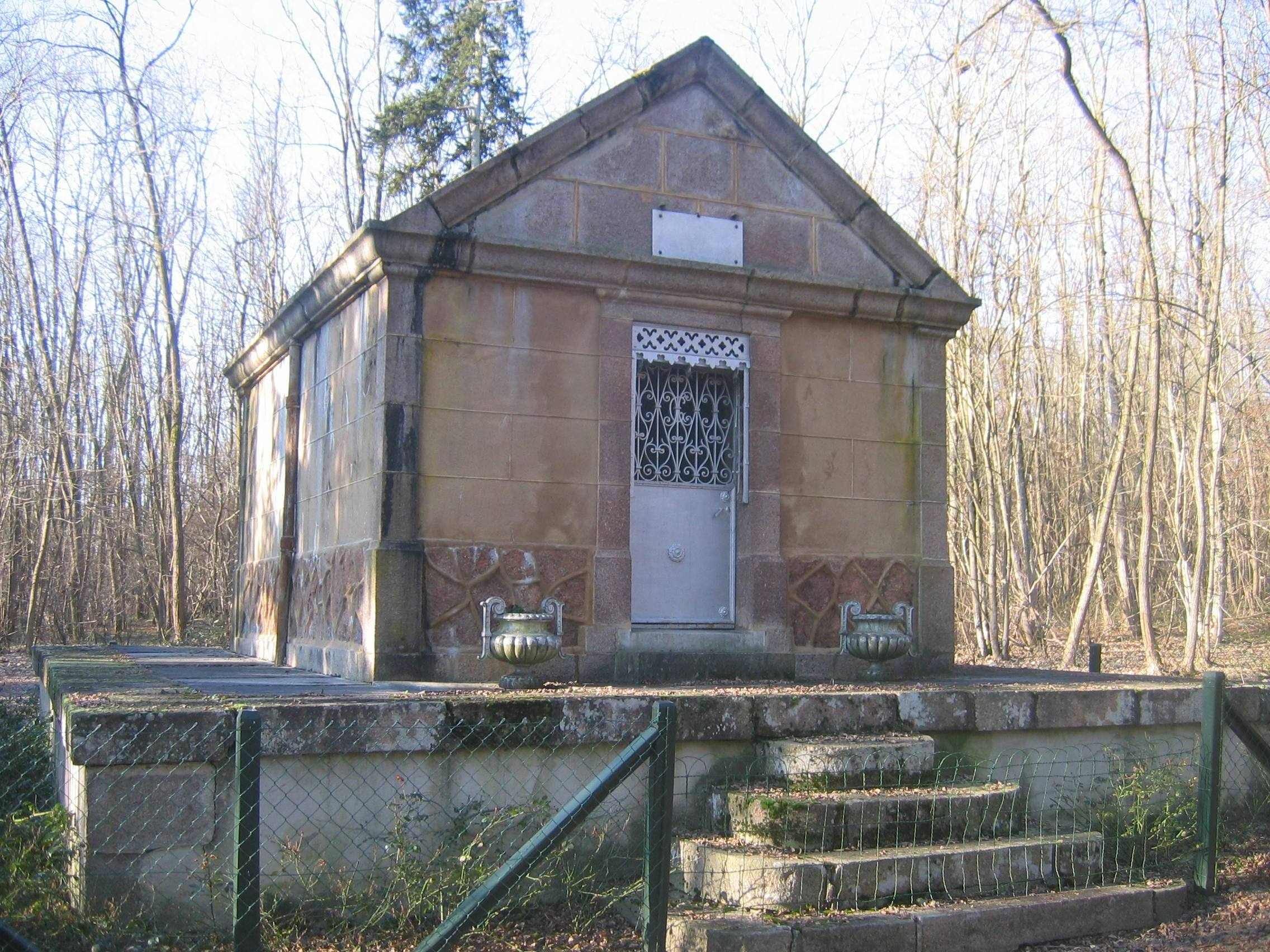
Склеп Джорджа Галле